# Irina Godunova

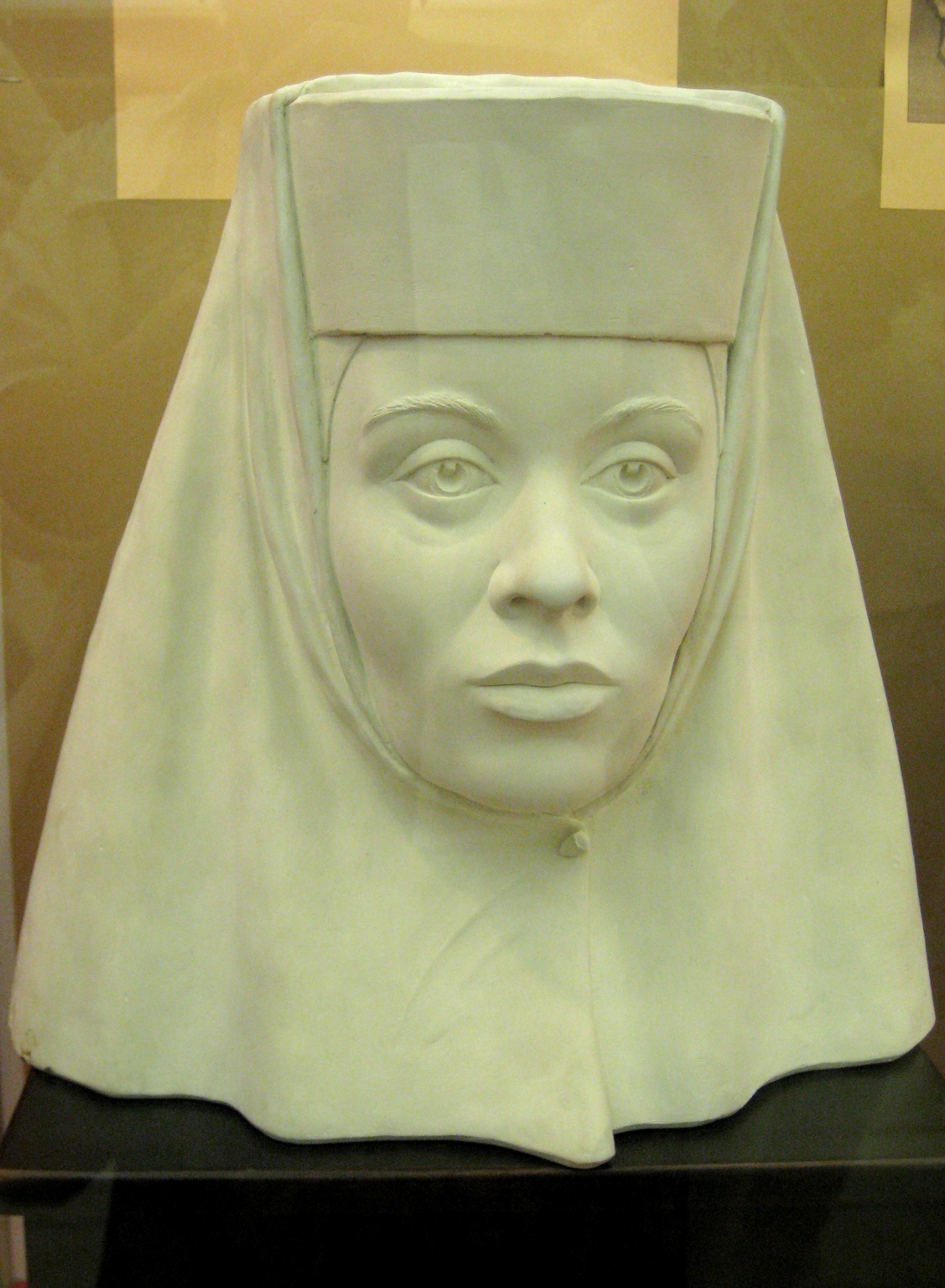
Irina Godunova

Irina Fjodorovna Godunova (ryska: Ирина Фёдоровна Годунова), född 1557, död 27 oktober 1603, var en rysk tsaritsa, gift med tsar Fjodor I av Ryssland. Hon var dotter till Fjodor Ivanovitj Godunov och syster till tsar Boris Godunov. Hon var under en kort tid regent under det interregnum som uppstod efter makens död år 1598.

## Biografi
Godunova valdes ut som brud åt tronföljaren Fjodor av Ivan den förskräcklige. Det är inte känt när vigseln ägde rum; 1574 och 1580 har föreslagits. 
Hennes man var både psykiskt och fysiskt svag. Hon befann sig under en stark press att föda en tronarvinge, och troddes länge vara steril. År 1585 gjorde hon en prilgrimsresa för att be om att bli gravid, och samma år krävde kyrkan att maken skulle skilja sig från henne för att kunna avla en tronföljare. Ett annat till kravet anses också vara en önskan att underminera hennes familj, Godunovs maktställning. År 1592 fick hon sitt första barn, en dotter vid namn Feodosia (1592–1594). Barnlösheten orsakade stora intriger vid hovet. 
Vid makens död 1598 hade hon möjlighet att överta tronen själv, trots att ingen kvinna tidigare hade regerat Ryssland i egenskap av monark. Hon gjorde då ett misslyckat försök att själv bestiga tronen, men tvingades uppge detta. Hon bosatte sig i Novodevitjijklostret, där hon avled. Historiker benämner detta beslut som en abdikation, vilket antyder att hon hade räknats som monark under tiden mellan makens död och sitt inträde i kloster. Flera broderier från hennes tid i klostret finns bevarade.      